# Suspicious Minds (serie televisiva 2025)
Suspicious Minds (Ladrones: La tiara de santa Águeda) è una serie televisiva spagnola creata da Verónica Marzá, Pablo Roa e Fernando Sancristóbal. Vede come protagonista Álex González e Silvia Alonso e ha debuttato su Disney+ il 13 giugno 2025.

## Episodi
| Stagione       | Episodi | Pubblicazione Spagna | Pubblicazione Italia |
| -------------- | ------- | -------------------- | -------------------- |
| Prima stagione | 6       | 2025                 | 2025                 |

## Personaggi e interpreti

### Personaggi principali
- Javier "Rui" Ruiz, interpretato da Álex González, doppiato da Marco Vivio.
- Amber Delval, interpretata da Silvia Alonso, doppiata da Domitilla D'Amico.

## Distribuzione

### Data di uscita
La prima stagione di Suspicious Minds è stata pubblicata in prima visione assoluta in Spagna su Disney+ il 13 giugno 2025.
In Italia è stata distribuita sul servizio di streaming on demand Disney+, debuttando il 10 luglio 2025.

### Edizione italiana
La direzione del doppiaggio è di Maria Grazia Napolitano e i dialoghi italiani sono curati da Giulia Bramati per conto di Dubbing Brothers.